# Paul De Wyngaert
Paul De Wyngaert (Leuven, 1954) was een Vlaamse radio-dj en producer. Nu is hij actief in de VRT directie als Manager Magazines of Production.

## Biografie
Hij werkt sinds 1974 bij de openbare radio van de BRT. Eerst bij BRT 1 (het latere Radio 1) met de presentatie van onder andere Neem je tijd en Tot uw dienst. Dit laatste programma, een opvolger voor het legendarisch lang lopende Het Soldatenhalfuurtje was een verzoekprogramma waar groeten overgemaakt konden worden voor soldaten maar ook meer en meer voor truckers. Verloren vrienden zoeken, klasgenoten bij elkaar brengen, het kon allemaal in Tot uw dienst.
Op 1 april 1983 was hij het die om 7 uur in de ochtend met Goeiemorgen Vlaanderen en Rendez-vous van Walter Verdins Pas De Deux de gloednieuwe radiozender Studio Brussel lanceerde. Hij en Jan Hautekiet waren geruime tijd de enige twee presentatoren van de zender.
In 1990 neemt hij naast een vast weekblok ook in het weekend een programma op zich, Brieven uit de Wereld, een programma met een wekelijks reisverhaal dat hij zou blijven presenteren tot zijn vertrek bij Studio Brussel in 1998. Het programma roept jaren later nog herinneringen op, in die mate dat er een Facebook-groep bestaat voor de terugkeer van het programma op Studio Brussel.
In 1991 treedt hij op als producer van het nieuwe programma De Lieve Lust, het eerste BRTN programma onder de gordel met Goedele Liekens en Lieven Vandenhaute.
In 1993 begon hij het genreprogramma Coco-cité. Hij presenteerde ook sinds 1993 de jaarlijkse Bloso watersportdag waarvan Studio Brussel als mediasponsor optrad (later Radio 2).
In 1994 wordt de grote Studio Brussel Humor Wedstrijd voor het eerst georganiseerd met De Groote Prijs W.P. Stutjens als trofee. Het is Gunter Lamoot die met Bart Vanneste en Piet De Praitere wint, de presentatie wordt door De Wyngaert verzorgd. Het is de voorloper van Humo's Comedy Cup en de Comedy Casino Cup.
Paul De Wyngaert combineert zijn werk voor Studio Brussel met achter de schermen werk voor de VRT radio-breed, als hij in 1997-1998 hoofd van de dienst Interne en Externe Communicatie en woordvoerder voor VRT radio wordt en een communicatiedienst opzet voor de radio. 
De Wyngaert wordt in juni 1998 de netmanager van Radio 2. Deze functie houdt hij aan tot hij in maart 2005 directeur programmatie voor heel de VRT radio wordt. De functie behelst de coördinatie van de programmering over de radiozenders en de kwaliteitsbewaking. Vanaf 2007 wordt De Wyngaert productiehuismanager verbinding en magazines en later productiehuismanager radio. Hij rapporteert dan aan de algemene directeur Productie Leo Hellemans. Vanaf 2016 helpt hij ook nog bij de nieuwbouw van de VRT in Brussel als gebruiksvertegenwoordiger voor de radio.

## Heden
Tegenwoordig woont De Wyngaert in Antwerpen en is in maart 2019 met pensioen gegaan, na een carrière van meer dan 40 jaar bij VRT. De Wyngaert is ook actief als regisseur bij verenigingstoneel Toneel Heverlee en het amateurgezelschap Boven de Berg te Pellenberg.